# Harghita
Harghita är ett län (județ) i Rumänien med 332 366 invånare (2018). Det har 4 municipii, 5 städer och 58 kommuner

## Municipii
- Miercurea Ciuc
- Gheorgheni
- Odorheiu Secuiesc
- Toplița

## Städer
- Băile Tușnad
- Bălan
- Borsec
- Cristuru Secuiesc
- Vlăhița

## Kommuner
- Atid
- Avrămeşti
- Bilbor
- Brădeşti
- Căpâlniţa
- Cârţa
- Ciceu
- Ciucsângeorgiu
- Ciumani
- Corbu
- Corund
- Cozmeni
- Dăneşti
- Dârjiu
- Dealu
- Ditrău
- Feliceni
- Frumoasa
- Gălăutaş
- Joseni
- Lăzarea
- Leliceni
- Lueta
- Lunca de Jos
- Lunca de Sus
- Lupeni
- Mădăraş
- Mărtiniş
- Mereşti
- Mihăileni
- Mugeni
- Ocland
- Păuleni-Ciuc
- Plăieşii de Jos
- Porumbenii
- Praid
- Racu
- Remetea
- Săcel
- Sâncrăieni
- Sândominic
- Sânmartin
- Sânsimion
- Sântimbru
- Sărmaş
- Satu Mare
- Secuieni
- Siculeni
- Şimoneşti
- Subcetate
- Suseni
- Tomeşti
- Tulgheş
- Tuşnad
- Ulieş
- Vărşag
- Voşlăbeni
- Zetea